# 712 هـ
712 هـ هي سنة في التقويم الهجري امتدت مقابلةً في التقويم الميلادي بين سنتي 1312 و1313.

## مواليد
- ابن الدريهم
- نجم الدين الدهلي

## وفيات
- سلطان ولد